# Грасгоф, Аполлон Людвигович
Аполлон Людвигович Грасгоф (1843—1916) — российский минцмейстер (руководитель монетного двора), работавший на Петербургском монетном дворе в 1883—1899 годах. Золотые и серебряные монеты Александра III и Николая II, отчеканенные под его руководством, имеют буквы АГ на гурте или аверсе.

## Биография
Родился в 1843 году. Представитель третьего поколения горной династии, — его дед, Богдан (Готлиб) Григорьевич Грасгроф, выходец из Саксонии, и отец, Людвиг Богданович Грасгроф (1802—не ранее 1856), окончивший Горный кадетский корпус (1823), служили на Урале.
После окончания Института корпуса горных инженеров (Горного института) работал на Петербургском монетном дворе практикантом, в 1868 году — помощник управляющего химической частью, с 1869 года — помощник управляющего механической частью, с 1878 года — управляющий медным переделом, с 1883 года — исполняющий должность, а с 1886 по 1899 год — в должности управляющего серебряным и золотым монетными переделами, минцмейстерский знак — «АГ» (1883—1899).
Вышел в отставку с чином действительного статского советника.
Умер в 1916 году.

## Семья
Известно о его трёх браках: первый раз он женился 13 ноября 1877 года на вдове коллежского асессора Адельгунде Васильевне Кейзер; 5 февраля 1889 года женился на дочери потомственного почётного гражданина Анне Викторовне Мамонтовой и у них родилась 15 марта 1890 года дочь Анна; 28 апреля 1891 года женился на баронессе Александре Фридриховне вон-ден Бринкен и в их семье появились дети: Татьяна, Андрей, Евгения, Елена, Михаил (22.09.1899—?). 

## Монеты со знаком Грасгофа
Монеты, на которых помещён знак минцмейстера Аполлона Грасгофа — АГ:
| Номинал                 | Изображение   | Изображение   | Годы чеканки                            | Место расположения знака |
| Александр III           | Александр III | Александр III | Александр III                           | Александр III            |
| ----------------------- | ------------- | ------------- | --------------------------------------- | ------------------------ |
| 5 копеек                |               |               | 1883—1893                               | аверс                    |
| 10 копеек               |               |               | 1883—1894                               | аверс                    |
| 15 копеек               |               |               | 1883—1893                               | аверс                    |
| 20 копеек               |               |               | 1883—1893                               | аверс                    |
| 25 копеек               |               |               | 1883—1885                               | аверс                    |
| полтина                 |               |               | 1883—1885                               | аверс                    |
| 1 рубль                 |               |               | 1883—1885                               | аверс                    |
| 3 рубля                 |               |               | 1883—1885                               | аверс                    |
| 5 рублей                |               |               | 1883—1885                               | аверс                    |
| 25 копеек               |               |               | 1886—1894                               | гурт                     |
| 50 копеек               |               |               | 1886—1894                               | гурт                     |
| 1 рубль                 |               |               | 1886—1894                               | гурт                     |
| 5 рублей                |               |               | 1886—1894                               | гурт                     |
| 10 рублей               |               |               | 1886—1894                               | гурт                     |
| Николай II              |               |               |                                         |                          |
| 5 копеек                |               |               | 1897—1899                               | аверс                    |
| 10 копеек               |               |               | 1895—1899                               | аверс                    |
| 15 копеек               |               |               | 1896—1899                               | аверс                    |
| 50 копеек               |               |               | 1895, 1896, 1898, 1899                  | гурт                     |
| 1 рубль                 |               |               | 1895-1898                               | гурт                     |
| 1 рубль                 |               |               | 1896 (коронационный)                    | гурт                     |
| 1 рубль                 |               |               | 1898 (открытие монумента Александру II) | гурт                     |
| полуимпериал — 5 рублей |               |               | 1895, 1896                              | гурт                     |
| 5 рублей                |               |               | 1897, 1898                              | гурт                     |
| 7 рублей 50 копеек      |               |               | 1897                                    | гурт                     |
| империал — 10 рублей    |               |               | 1895, 1897                              | гурт                     |
| 10 рублей               |               |               | 1898, 1899                              | гурт                     |
| 15 рублей               |               |               | 1897                                    | гурт                     |